# Cygnet

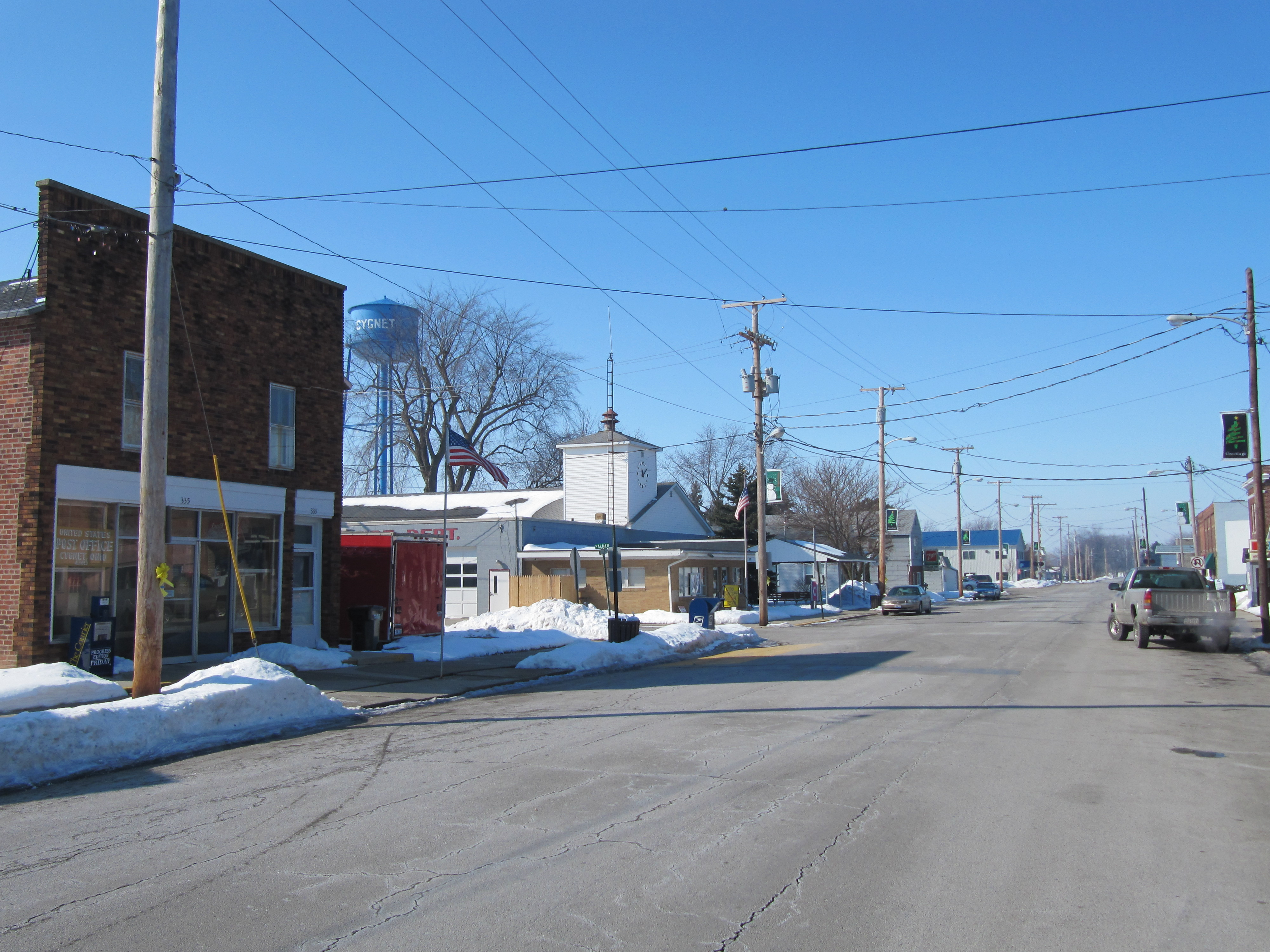
Cygnet – Front Street

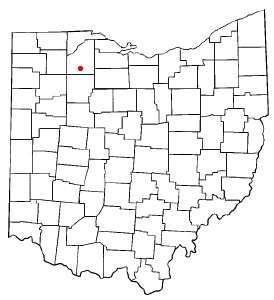
Cygnet na planie stanu Ohio

Cygnet – wieś w USA, w stanie Ohio, w hrabstwie Wood.
W roku 2010, 30,3% mieszkańców było w wieku poniżej 18 lat, 8,4% było w wieku od 18 do 24 lat, 24,4% było od 25 do 44 lat, 27,8% było od 45 do 64, a 9% było w wieku 65 lat lub starszych. We wsi było 47,9% mężczyzn i 52,1% kobiety.
Liczba mieszkańców w 2010 roku wynosiła 597.